# Heliotropium pseudoindicum
Heliotropium pseudoindicum là loài thực vật có hoa trong họ Mồ hôi. Loài này được H.Chuang mô tả khoa học đầu tiên năm 1983.